# Univé World on Wheels-skeelercompetitie Brakel 2006
Op 22 april 2006 werd de eerste etappe van de Univé World on Wheels-skeelercompetitie verreden. Dit was in  Brakel. Sjoerd Huisman bleef in een spagaatfinish Ingmar Berga voor. Geert Plender maakte het podium compleet. Het drietal maakte deel uit van een kopgroep van acht. Deze was al in de tweede ronde van de wedstrijd ontstaan, na een vluchtpoging van Berga. Uiteindelijk kon de voorsprong uitgebouwd worden tot meer dan een minuut.
Het rondje in Brakel was zeer selectief door de tegenwind, maar ook vanwege een klim, twee verkeersdrempels en een afdaling met een scherpe bocht. Het rondje van 1,4 kilometer, werd in drie kwartier uiteindelijk 31 keer afgelegd.

## Uitslag Heren, Categorie A, top 10
1. Sjoerd Huisman
2. Ingmar Berga
3. Geert Plender
4. Dimitri Deboel
5. Roy Boeve
6. Gary Hekman
7. Klaas Slager
8. Kenny Pierloot
9. Roel van Hest
10. Michael Byrne

## Uitslag Dames, top 10
1. Hilde Govaerts
2. Jessica Goudesaboos
3. Angeline Thomas
4. Anniek ter Haar
5. Annelies Miert
6. Wendy Vallons
7. Andrea Sikkema
8. Sigrid ter Haar
9. Carin Ketellapper
10. Sabrina Goudesaboos